# Giải bóng đá vô địch quốc gia Turkmenistan 2010
Giải bóng đá vô địch quốc gia Turkmenistan 2010 hay Ýokary Liga 2010 là mùa giải thứ 18 của giải bóng đá chuyên nghiệp Turkmenistan. Giải khởi tranh ngày 2 tháng 4 năm 2010 với vòng đấu đầu tiên và kết thúc vào tháng 12. FC Balkan giành chức vô địch.

## Đội bóng
| Câu lạc bộ   | Địa điểm    | Sân vận động               | Sức chứa | Huấn luyện viên      |
| ------------ | ----------- | -------------------------- | -------- | -------------------- |
| Ahal         | Abadan      | Sân vận động Ahal          | 10.000   | Röwşen Muhadow       |
| Altyn Asyr   | Ashgabat    |                            |          | Ali Gurbani          |
| Aşgabat      | Ashgabat    | Sân vận động Nisa-Çandybil | 1.500    | Aman Goçumow         |
| Balkan       | Balkanabat  | Sân vận động Balkanabat    | 10.000   | Rejepmyrat Agabaýew  |
| Daşoguz      | Daşoguz     | Sân vận động Daşoguz       | 10.000   |                      |
| HTTU Aşgabat | Ashgabat    | Sân vận động HTTU          | 1.000    | Ýazguly Hojageldiýew |
| Lebap        | Türkmenabat | Sân vận động Türkmenabat   | 10.000   | Waleriý Kirillow     |
| Merw         | Mary        | Sân vận động Mary          | 10.000   | Rahym Gurbanmämmedow |
| Şagadam      | Türkmenbaşy | Sân vận động Türkmenbaşy   | 5.000    | Gudrat Ismailow      |
| Talyp Sporty | Ashgabat    | Sân vận động Köpetdag      | 25.000   | Baýram Durdyýew      |

## Bảng xếp hạng
| XH | Đội          | Tr | T  | H | T  | BT | BB | HS  | Đ  | Lên hay xuống hạng    |
| -- | ------------ | -- | -- | - | -- | -- | -- | --- | -- | --------------------- |
| 1  | Balkan (C)   | 18 | 12 | 4 | 2  | 35 | 8  | +27 | 40 | Cúp Chủ tịch AFC 2011 |
| 2  | Altyn Asyr   | 18 | 10 | 5 | 3  | 34 | 20 | +14 | 35 |                       |
| 3  | Lebap        | 18 | 10 | 4 | 4  | 29 | 12 | +17 | 34 |                       |
| 4  | Merw         | 18 | 9  | 6 | 3  | 33 | 15 | +18 | 33 |                       |
| 5  | HTTU         | 18 | 7  | 7 | 4  | 26 | 16 | +10 | 28 |                       |
| 6  | Aşgabat      | 18 | 7  | 5 | 6  | 29 | 19 | +10 | 26 |                       |
| 7  | Şagadam      | 18 | 6  | 5 | 7  | 15 | 22 | −7  | 23 |                       |
| 8  | Ahal         | 18 | 5  | 1 | 12 | 13 | 33 | −20 | 16 |                       |
| 9  | Daşoguz      | 18 | 2  | 3 | 13 | 7  | 37 | −30 | 9  |                       |
| 10 | Talyp Sporty | 18 | 0  | 4 | 14 | 4  | 40 | −36 | 4  |                       |

Cập nhật đến 11 tháng 12 năm 2010
Nguồn:  (tiếng Nga)
Quy tắc xếp hạng: 1. Điểm; 2. Hiệu số bàn thắng; 3. Số bàn thắng.
(VĐ) = Vô địch; (XH) = Xuống hạng; (LH) = Lên hạng; (O) = Thắng trận Play-off; (A) = Lọt vào vòng sau. 
Chỉ được áp dụng khi mùa giải chưa kết thúc: 
(Q) = Lọt vào vòng đấu cụ thể của giải đấu đã nêu; (TQ) = Giành vé dự giải đấu, nhưng chưa tới vòng đấu đã nêu.

### Vị thứ theo vòng đấu
Bản mẫu:Fb rbr Vị thứ header
Bản mẫu:Fb rbr t Vị thứ
Bản mẫu:Fb rbr t Vị thứ
Bản mẫu:Fb rbr t Vị thứ
Bản mẫu:Fb rbr t Vị thứ
Bản mẫu:Fb rbr t Vị thứ
Bản mẫu:Fb rbr t Vị thứ
Bản mẫu:Fb rbr t Vị thứ
Bản mẫu:Fb rbr t Vị thứ
Bản mẫu:Fb rbr t Vị thứ
Bản mẫu:Fb rbr t Vị thứ
Bản mẫu:Fb rbr Vị thứ footer

## Kết quả

### Mùa giải
| Nhà \ Khách[1] | AHA | ALT | ASH | BAL | DAS | HTT | LEB | MER | SAG | TLP |
| Ahal           |     | 0–4 | 1–2 | 1–3 | 2–0 | 0–3 | 1–2 | 0–1 | 2–0 | 3–0 |
| Altyn Asyr     | 3–0 |     | 5–2 | 2–1 | 0–0 | 2–2 | 3–2 | 1–0 | 2–0 | 0–0 |
| Aşgabat        | 4–0 | 1–1 |     | 0–1 | 5–1 | 3–0 | 0–0 | 1–0 | 0–0 | 6–0 |
| Balkan         | 3–0 | 2–0 | 1–2 |     | 4–1 | 0–0 | 2–1 | 1–0 | 3–0 | 3–0 |
| Daşoguz        | 1–2 | 1–4 | 1–0 | 0–7 |     | 0–3 | 0–1 | 0–1 | 0–1 | 0–0 |
| HTTU           | 0–0 | 1–1 | 2–0 | 0–0 | 1–0 |     | 0–1 | 2–2 | 3–2 | 2–0 |
| Lebap          | 3–0 | 1–0 | 2–2 | 0–1 | 4–0 | 2–0 |     | 1–1 | 2–0 | 3–0 |
| Merw           | 3–0 | 6–0 | 3–1 | 1–1 | 1–1 | 1–1 | 2–1 |     | 5–2 | 3–2 |
| Şagadam        | 1–0 | 1–4 | 1–0 | 0–0 | 1–0 | 1–0 | 0–0 | 0–0 |     | 1–1 |
| Talyp Sporty   | 0–1 | 0–2 | 0–0 | 0–2 | 0–1 | 1–6 | 0–3 | 0–3 | 0–1 |     |

Cập nhật lần cuối: 11 tháng 12 năm 2010.
Nguồn: 
1 ^ Đội chủ nhà được liệt kê ở cột bên tay trái.
Màu sắc: Xanh = Chủ nhà thắng; Vàng = Hòa; Đỏ = Đội khách thắng.

## Thống kê mùa giải

### Vua phá lưới
Bao gồm các trận đấu diễn ra ngày 11 tháng 12 năm 2010
| Thứ hạng | Cầu thủ                | Câu lạc bộ    | Bàn thắng |
| -------- | ---------------------- | ------------- | --------- |
| 1        | Berdi Şamyradow        | HTTU Aşgabat  | 11        |
| 2        | Didargylyç Urazow      | FC Balkan     | 10        |
| 2        | Amir Gurbani           | FC Altyn Asyr | 10        |
| 2        | Gahrymanberdi Çoňkaýew | FC Altyn Asyr | 10        |

### Ghi bàn
- Cầu thủ ghi bàn đầu tiên: 
  - Didargylyç Urazow cho FC Balkan vào lưới Lebap, phút thứ 26 (2 tháng 4 năm 2010)[2]
- Cầu thủ ghi hat-trick đầu tiên: 
  - Ata Geldiýew cho FC Aşgabat vào lưới FC Ahal (15 tháng 5 năm 2010)

## Giải đấu quốc tế

### Cúp CIS 2010
- Cúp CIS 2010:

 FC Levadia Tallinn - HTTU Aşgabat (1–3)
HTTU Aşgabat -  U-21 Nga (2–4)
HTTU Aşgabat -  FC Dynamo Kyiv (2–4)
 FC Bunyodkor - HTTU Aşgabat (1–1) (2-4 pen.)
HTTU Aşgabat -  Rubin Kazan (0–4)

### Cúp Chủ tịch AFC 2010
- Cúp Chủ tịch AFC 2010:

HTTU Aşgabat -  Druk Star FC (8-0)
 Yadanabon FC - HTTU Aşgabat (0-0)
 Dordoi-Dynamo Naryn - HTTU Aşgabat (2-0)